# Pelham (Zaumzeug)

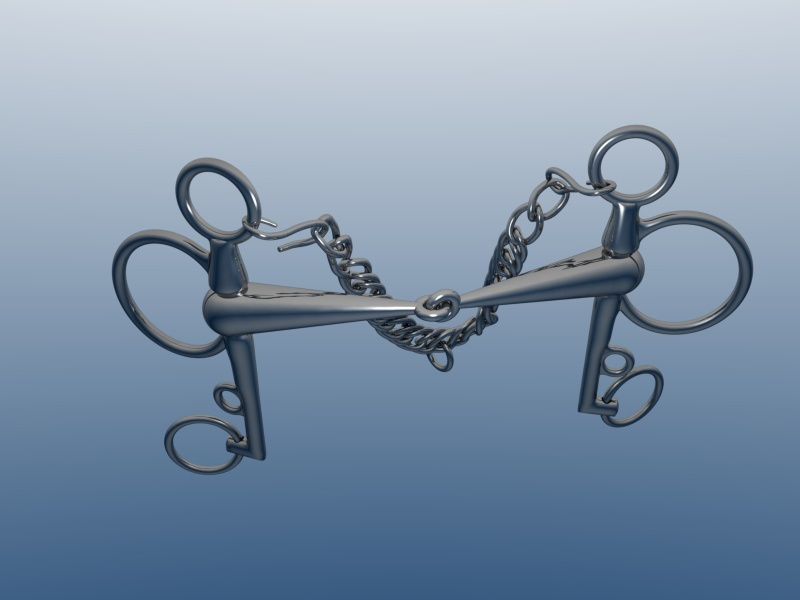
Gebrochenes Pelham

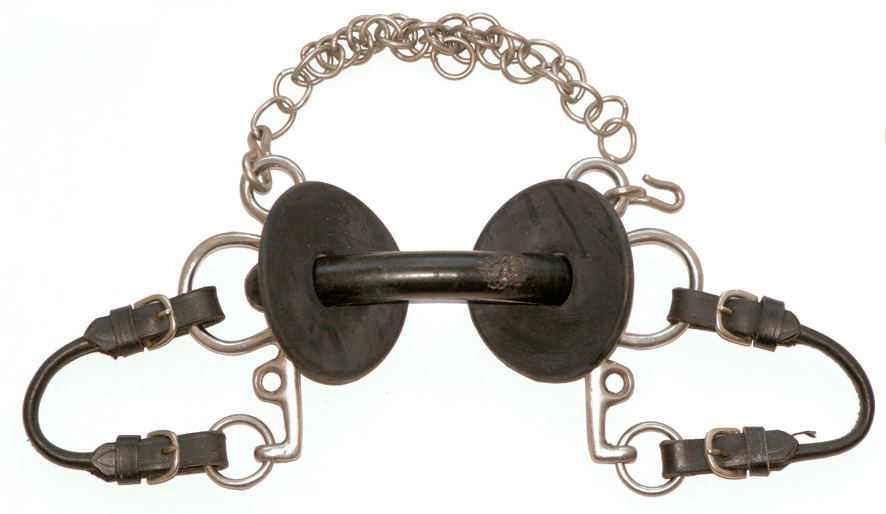
Pelham mit Deltariemen

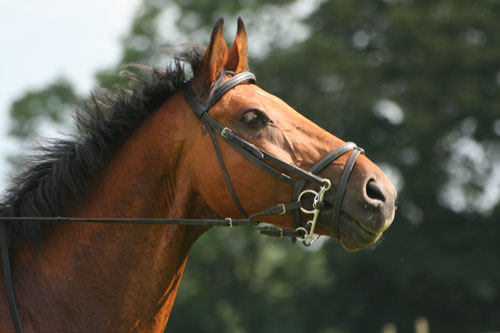
Pferd mit Pelhamgebiss mit Deltariemen

Das Pelham ist wie die Kandare ein Hebelgebiss, das im Zaumzeug von Reitpferden zum Einsatz kommt. Es können zwei Paar Zügel eingeschnallt werden, dazu sind auf beiden Seiten des Mundstücks und an den Unterbäumen Ringe angebracht.

## Ungebrochenes Pelham
Das Echte Pelham ist ein ungebrochenes Stangengebiss und wird ohne Unterlegtrense verwendet. Bei korrekter Benutzung wird mit zwei Zügelpaaren geritten:
- das neben dem Gebiss befestigte Zügelpaar wirkt ähnlich wie Trensenzügel und
- das am Unterbaum angebrachte Zügelpaar wirkt wie Kandarenzügel.

Für die Führung der Zügelpaare durch den Reiter gibt es genau wie bei der Kandare mit Unterlegtrense verschiedene Möglichkeiten mit unterschiedlicher Wirkung, je nach Bedarf. Das Pelham vereint bis zu einem gewissen Punkt die Wirkung einer klassischen Kandare mit Unterlegtrense, jedoch liegt auch das richtig verschnallte Pelham jedoch für eine optimale Kandarenwirkung zu hoch, für eine optimale Trensenwirkung zu niedrig im Maul.
Eine Pelham-Kandare mit ungebrochenem Mundstück und zwei Zügelpaaren kann für jüngere Pferde empfehlenswert sein, die erst an die Kandare gewöhnt werden sollen, oder deren Laden zu schmal sind, sodass dort keine zwei Mundstücke (Unterlegtrense und Kandarenstange) Platz finden.
Eine Verschnallung mit Delta-Riemen, also einem Riemen, der vom oberen zum unteren Zügelring und in den dann ein Zügelpaar befestigt wird, ist nicht empfehlenswert, weil sie nur eine ungenaue Zügelführung gewährleistet und der Reiter nicht mehr einstellen kann, ob er nun Trensen- oder Kandarenzügelwirkung ausüben möchte. Auch kann diese Wirkung nicht durch Höher- oder Tieferhalten der Zügelfäuste bestimmt werden.

## Gebrochenes Pelham
Eine gebräuchliche Variante ist das "Falsche Pelham" mit gebrochenem Mundstück, das häufig nur mit einem Zügelpaar im Unterbaum oder mit Deltariemen benutzt wird. Es klemmt die Laden des Pferdekiefers stärker ein als das ungebrochene Pelham. 
Das alleinige Einschnallen eines einzigen Zügelpaars in den unteren Zügelring kommt der Wirkung einer blanken Kandare nahe (anstehende Kandarenzügel ohne Trensenzügeleinwirkung), was höchste Ansprüche an Fähigkeiten und Ausbildungsstand des Reiters stellt.